# 筑後船小屋駅
筑後船小屋駅（ちくごふなごやえき）は、福岡県筑後市大字津島字東にある、九州旅客鉄道（JR九州）の駅。

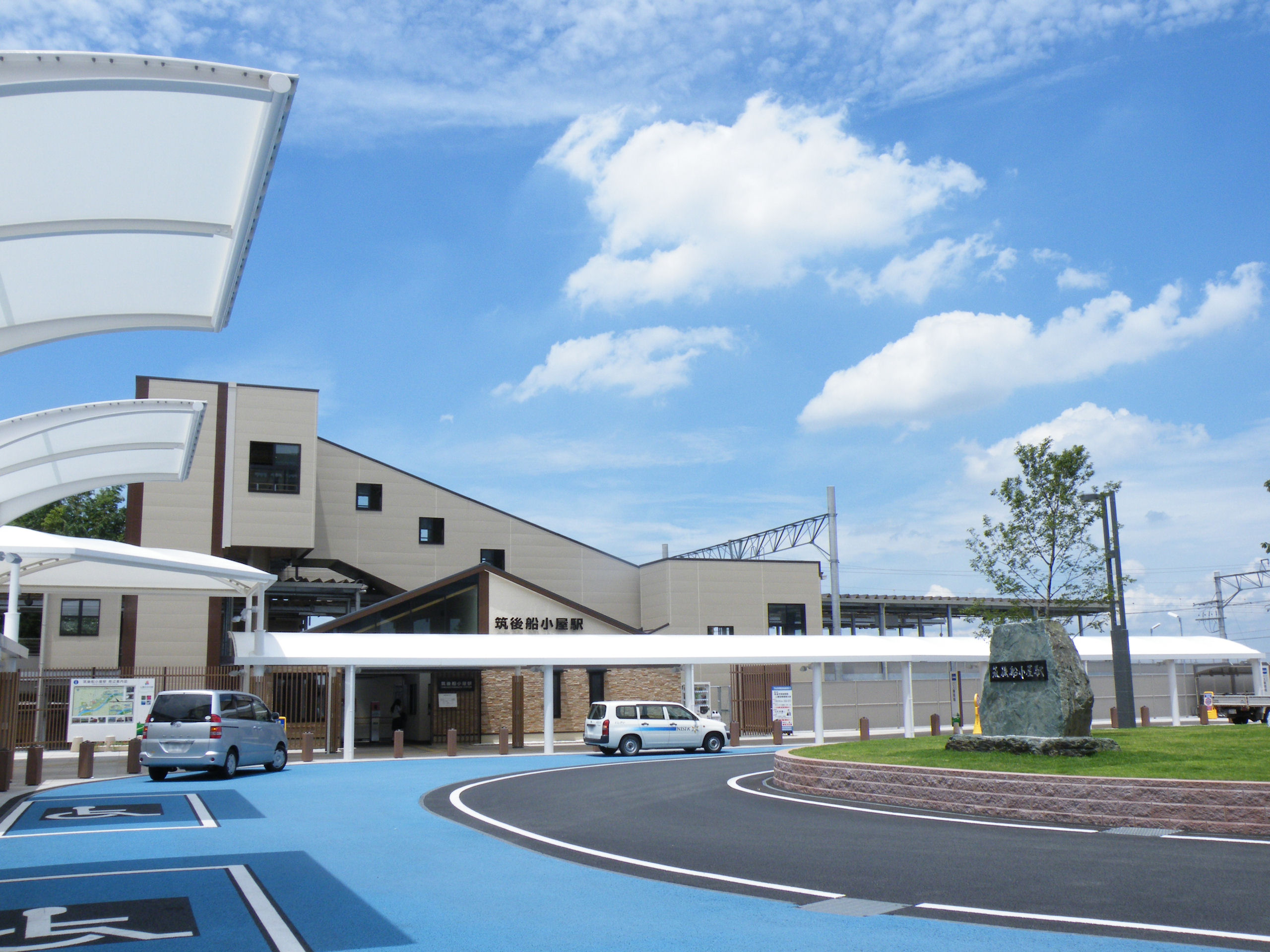
鹿児島本線側駅舎（2011年7月）

## 概要
筑後広域公園の中にある駅。九州新幹線と鹿児島本線の2路線が乗入れている。鹿児島本線にはJB21の駅番号が設定されている。
新幹線は新大阪駅発着の「さくら」が下り2本・上り2本停車しているが、それ以外は「つばめ」のみが停車するダイヤとなっている。2011年（平成23年）3月12日ダイヤ改正では、当駅始発・終着の「つばめ」が1日1往復設定されていたが、2021年（令和3年）3月13日のダイヤ改正にて消滅した。
在来線は普通列車の他に快速列車も全て停車する。2021年（令和3年）3月13日のダイヤ改正により廃止された特急「有明」は通過していた。
当駅はもともと在来線（鹿児島本線）船小屋駅（筑後市大字津島401番地・北緯33度10分59.5秒 東経130度29分33.7秒）として開業したが、2011年（平成23年）3月12日の鹿児島ルート全線開業に合わせて従来の場所から約500メートルほど南に移設された上で新幹線併設駅（乗換駅）となり、同時に現駅名に改称された。なお、船小屋駅時代は普通列車のみが停車していた。

## 駅名の由来
江戸時代頃より、矢部川の一帯に土木用の船を格納する「小屋」が沢山堤防に設けられたことが「船小屋」の由来である。旧藩時代の1689年（元禄2年）に矢部川の河川工事用の平田舟を格納する小屋が設置され、小屋番の役職の監督下に置かれていたことから土地の住民は「御船小屋」と呼んでいたのが「船小屋」の通称になり地名に転じたと言われている。
開業時の地名は八女郡水田村だったが、温泉のある「船小屋」の知名度が高かったため、そのまま駅名に採用された。
新幹線開業時に、地域名「筑後」を付し「筑後船小屋」とされた。筑後は福岡県南部に存在する令制国であり、これに由来して福岡県南部地域一帯は筑後地方と称される。

## 歴史

### 年表
- 1928年（昭和3年）7月20日：鉄道省により、鹿児島本線の船小屋駅（ふなごやえき）として開設[9]。
- 1961年（昭和36年）10月1日：貨物取扱廃止[9]。
- 1971年（昭和46年）2月20日：荷物扱い廃止[10]。無人駅となる[11]。
- 1987年（昭和62年）4月1日：国鉄分割民営化によりJR九州が承継[9]。
- 1998年（平成10年）3月12日：南船小屋信号場 - 新八代間着工（スーパー特急方式）。
- 2004年（平成16年）6月24日：九州新幹線船小屋駅設置認可[12]。
- 2009年（平成21年）3月1日 ：ICカードSUGOCAの利用を開始[13]。
- 2011年（平成23年）3月12日：博多駅 - 新八代駅間で九州新幹線が開業し、同時に停車駅となる。その際筑後船小屋駅（ちくごふなごやえき）に改称。在来線の駅は九州新幹線と鹿児島本線の接続駅として従来の位置より南へ約500m移転され、同時に有人駅化される。
- 2017年（平成29年）3月11日： 新幹線ホームの駅員配置を廃止[14]。
- 2023年（令和5年）9月30日：JR九州サービスサポートによる在来線駅業務委託を終了。翌日より直営駅化。
- 2025年（令和7年）3月31日：在来線の出札窓口を廃止[15]。

### 新幹線駅設置までの経緯
九州新幹線（鹿児島ルート）八代 - 西鹿児島間は、新幹線規格の構造物を建設するものの、狭軌 (1,067 mm) の線路を敷設することで在来線との直通運転を行う新幹線鉄道規格新線（スーパー特急方式）として着工されていた。1996年（平成8年）12月の「整備新幹線の取扱いについて　政府与党合意」では、九州新幹線（鹿児島ルート）の新規着工区間として船小屋 - 新八代間の新幹線鉄道規格新線が示された。この合意に基づいて、1998年（平成10年）1月に「政府・与党整備新幹線検討委員会における検討結果」が公表され、同年3月に船小屋 - 新八代間約83 kmの暫定整備計画が決定された。この時点では、博多方面から在来線（鹿児島本線）を走行する列車が船小屋駅（当時）の南方約1 kmに新設される南船小屋信号場からスーパー特急方式で建設された九州新幹線に乗り入れ、熊本・西鹿児島方面に至る計画であった。その後、2001年（平成13年）に博多 - 西鹿児島（現：鹿児島中央）間の全区間がフル規格で着工されることが決定したが、この時点で九州新幹線の船小屋駅設置は盛り込まれなかった。2004年（平成16年）6月に国土交通省は九州新幹線の建設主体である鉄道・運輸機構に船小屋駅設置を認可した。これについては、古賀誠の「政治駅」的設置だとして一部週刊誌で取り上げられている。
新幹線駅は当初、2面2線構造での計画だったが、JR九州の要望と負担により、下り線に待避線を追加した2面3線構造に変更となり着工した。また駅開業に合わせて、アクセス道路（福岡県道96号八女瀬高線）が福岡県と筑後市によって整備された。

## 駅構造
新幹線駅と在来線駅でそれぞれ駅舎を有する。両線ホームは約50m離れており、乗換の際には一旦改札口を出る必要がある。
在来線改札口と新幹線改札口は離れており、連絡改札は設けられず、改札外に設けられる広場を通っての乗換となる。また、在来線駅舎には窓口が設けられていない。
新幹線駅は高架駅の構造を取った直営駅で、みどりの窓口を有する。ホームは単式ホーム1面1線と島式ホーム1面2線、計2面3線を有しており、通過線はなく各ホームには可動式安全柵が設けられている。
待避列車と折り返し列車は副本線である13番線を使用する。副本線は下り本線側に設置されているが、駅前後に存在する渡り線を介すことで上下線どちらからでも入線することができ、上下線は逆だが新水俣駅と同じ構造となっている。
在来線駅は地上駅の構造を有する直営駅である。開業から2023年9月30日まではJR九州鉄道営業およびJR九州サービスサポートによる業務委託駅であった。ホームは相対式ホーム2面2線を有し、互いのホームは跨線橋で連絡している。SUGOCAの利用が可能であり、改札には簡易読取機とチャージ機が設置されている。

### のりば
| のりば | 路線       | 方向 | 行先                   |
| ------ | ---------- | ---- | ---------------------- |
| 在来線 |            |      |                        |
| 1      | 鹿児島本線 | 上り | 久留米・鳥栖・博多方面 |
| 2      | 鹿児島本線 | 下り | 大牟田・玉名・熊本方面 |
| 新幹線 |            |      |                        |
| 11     | 九州新幹線 | 上り | 博多・小倉・新大阪方面 |
| 12・13 | 九州新幹線 | 下り | 熊本・鹿児島中央方面   |

(出典： 筑後船小屋駅構内図 - JR九州)

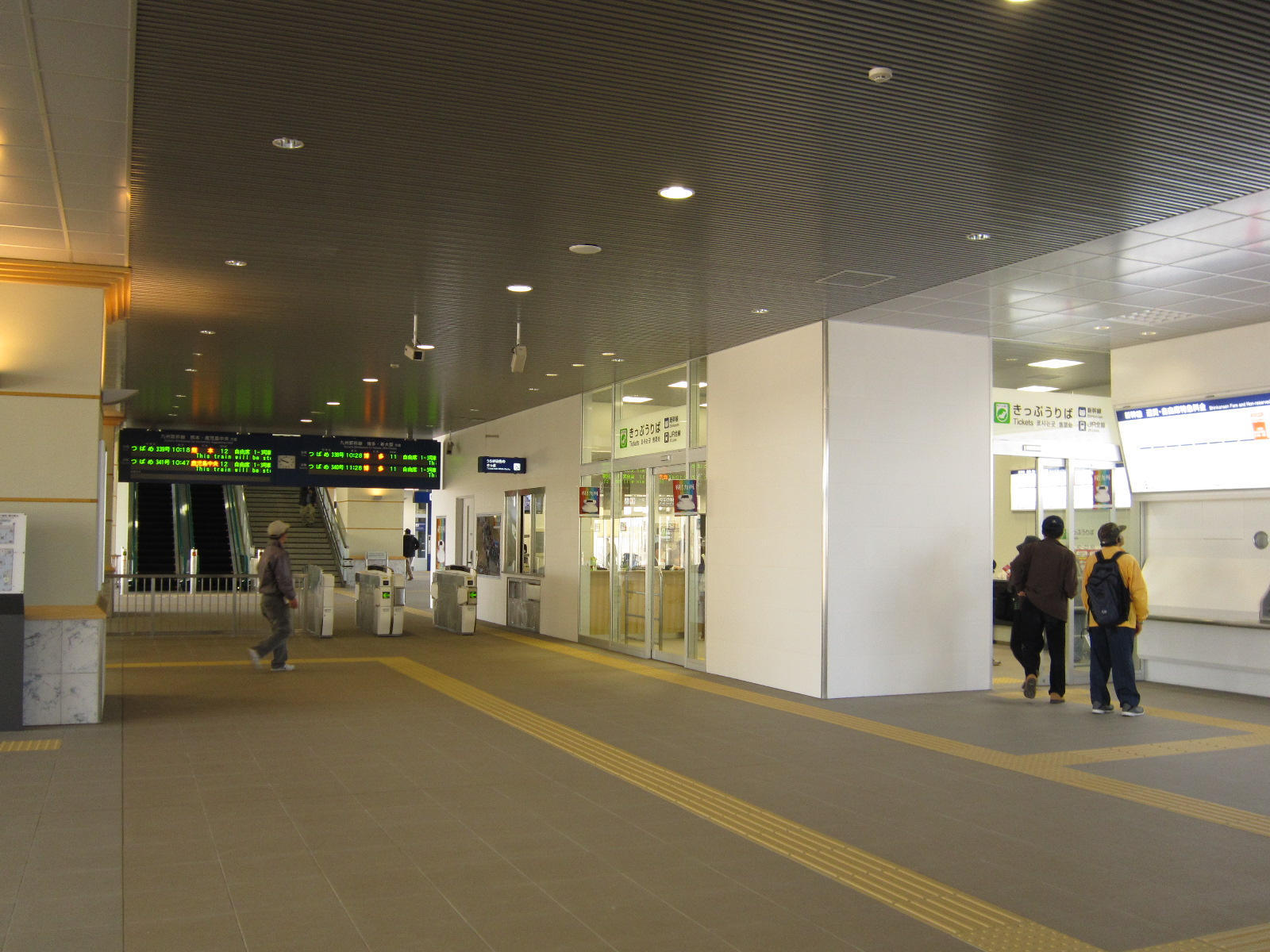
新幹線改札口付近（2011年3月）
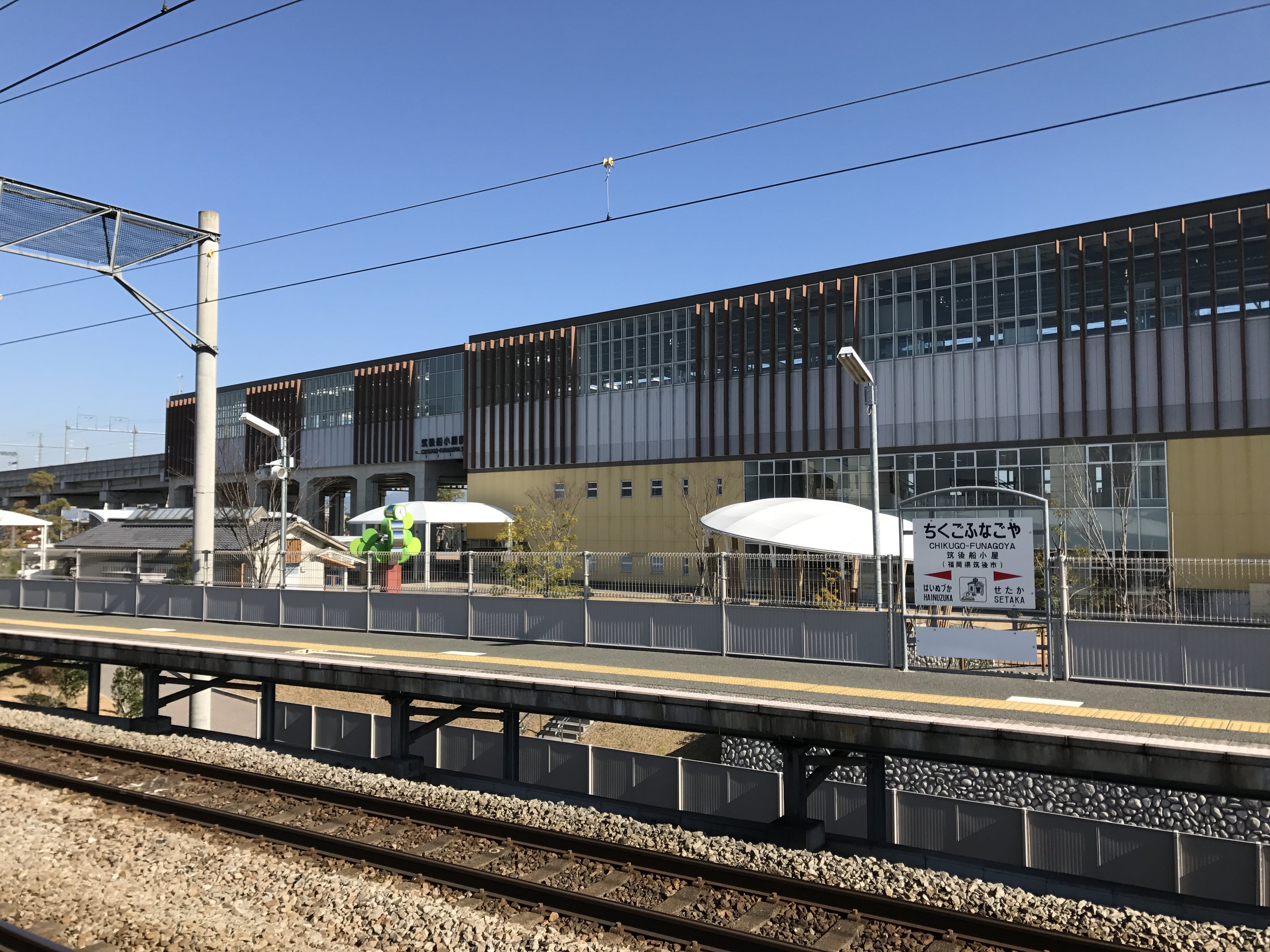
鹿児島本線ホームと新幹線駅舎（2016年12月）
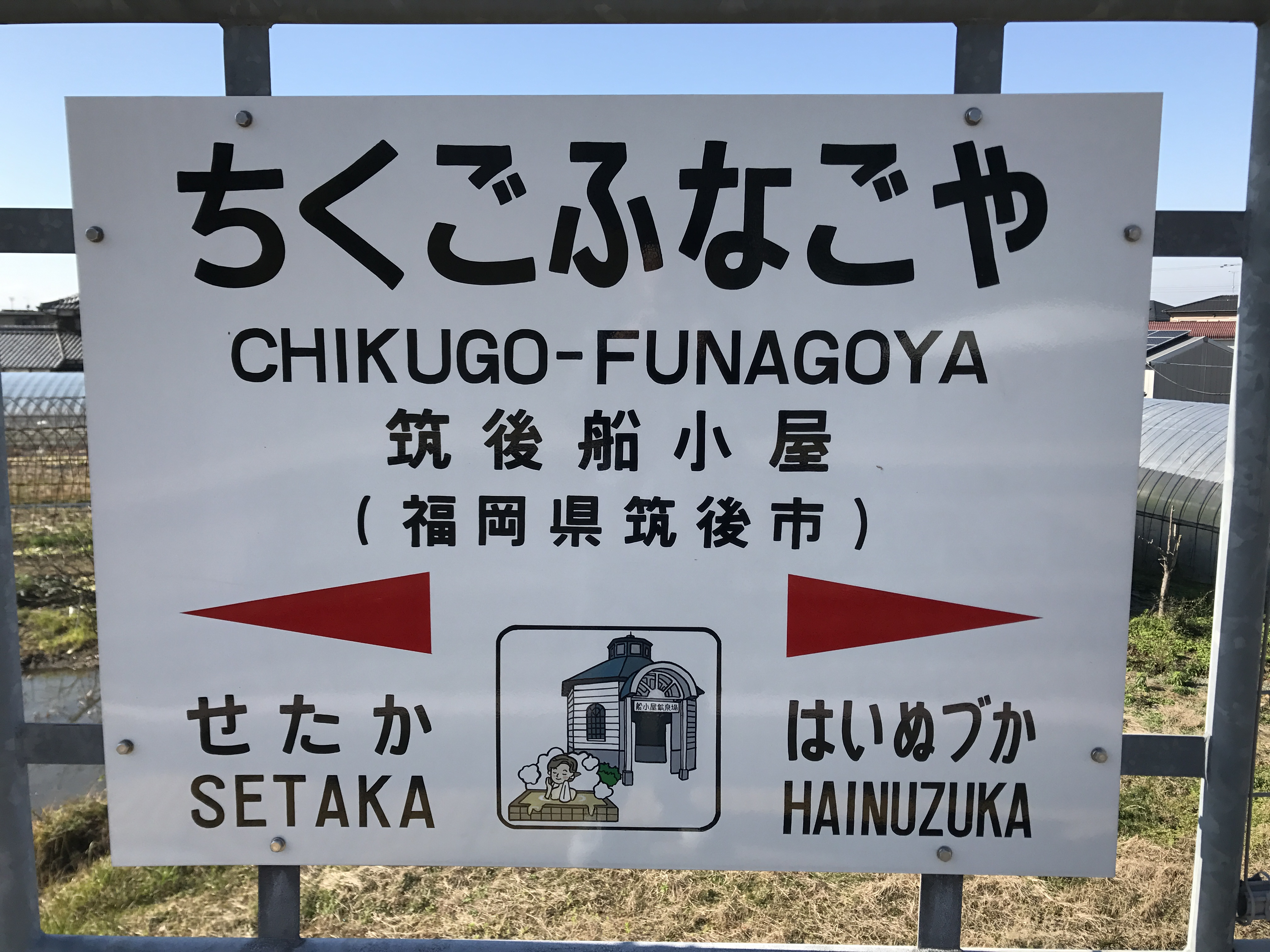
駅名標（2016年12月）

## かつてあった駅舎内の売店・案内所
- キヨスク筑後船小屋駅店

## 利用状況
2023年度の1日平均乗車人員は1,177人である。
- 2011年4 - 12月の新幹線の1日平均利用者数は700人である[23]。
- 2012年2月の１日平均乗降者数は1,370人である[24]。

各年度の1日平均利用人員は以下の通り。
| 年度               | 1日平均 乗車人員 | 1日平均 乗降人員 |
| ------------------ | ---------------- | ---------------- |
| 2006年（平成18年） | 248              | 非 公 表         |
| 2007年（平成19年） | 230              | 非 公 表         |
| 2008年（平成20年） | 224              | 非 公 表         |
| 2009年（平成21年） | 216              | 非 公 表         |
| 2010年（平成22年） | 237              | 非 公 表         |
| 2011年（平成23年） | 非 公 表         | 1,370            |
| 2012年（平成24年） | 非 公 表         | 1,546            |
| 2013年（平成25年） | 非 公 表         | 1,748            |
| 2014年（平成26年） | 非 公 表         | 1,880            |
| 2015年（平成27年） | 非 公 表         | 2,042            |
| 2016年（平成28年） | 1,049            |                  |
| 2017年（平成29年） | 1,120            |                  |
| 2018年（平成30年） | 1,170            |                  |
| 2019年（令和元年） | 1,154            |                  |
| 2020年（令和02年） | 771              |                  |
| 2021年（令和03年） | 882              |                  |
| 2022年（令和04年） | 1,073            |                  |
| 2023年（令和05年） | 1,177            |                  |

## 駅周辺

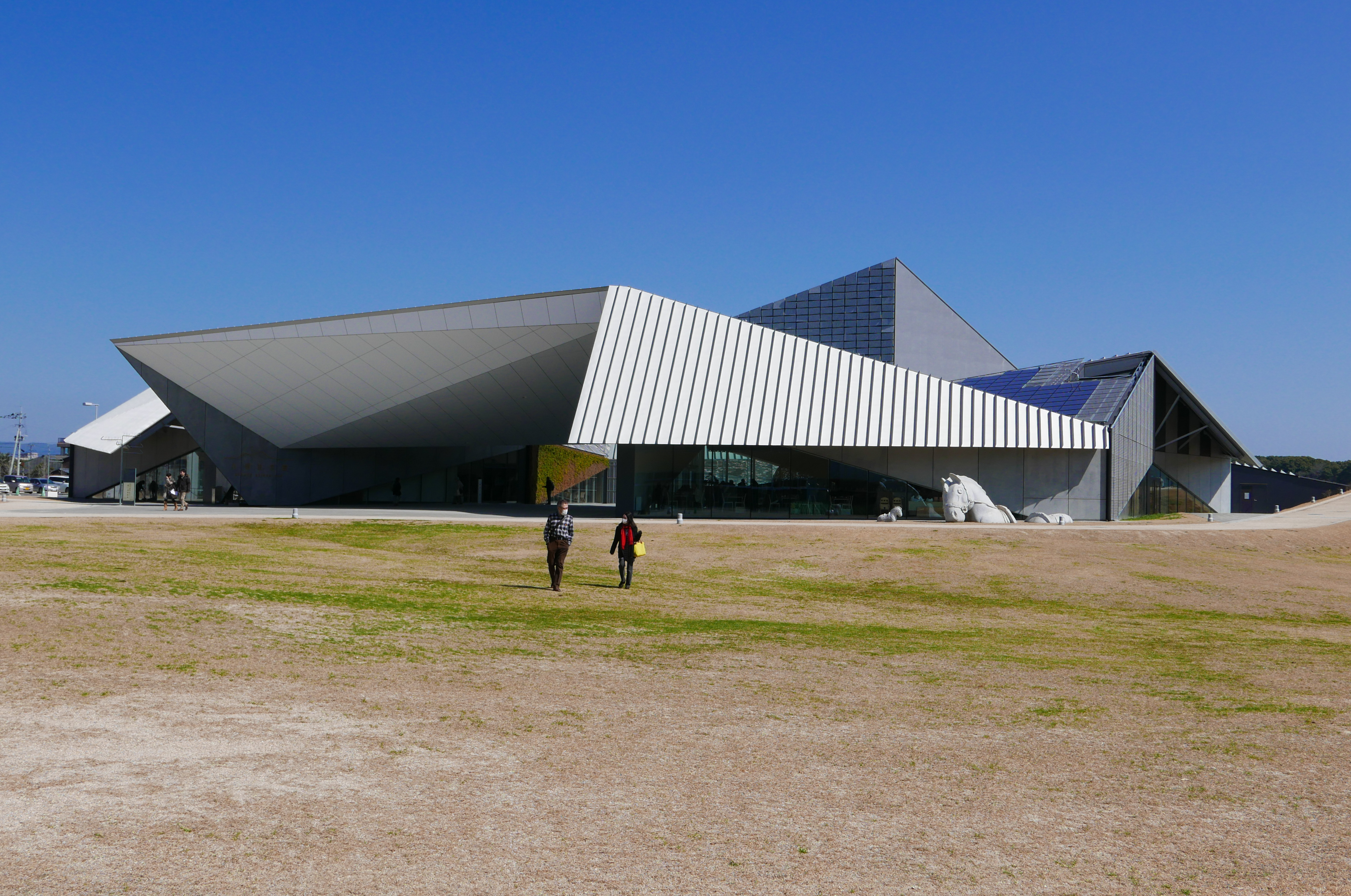
九州芸文館

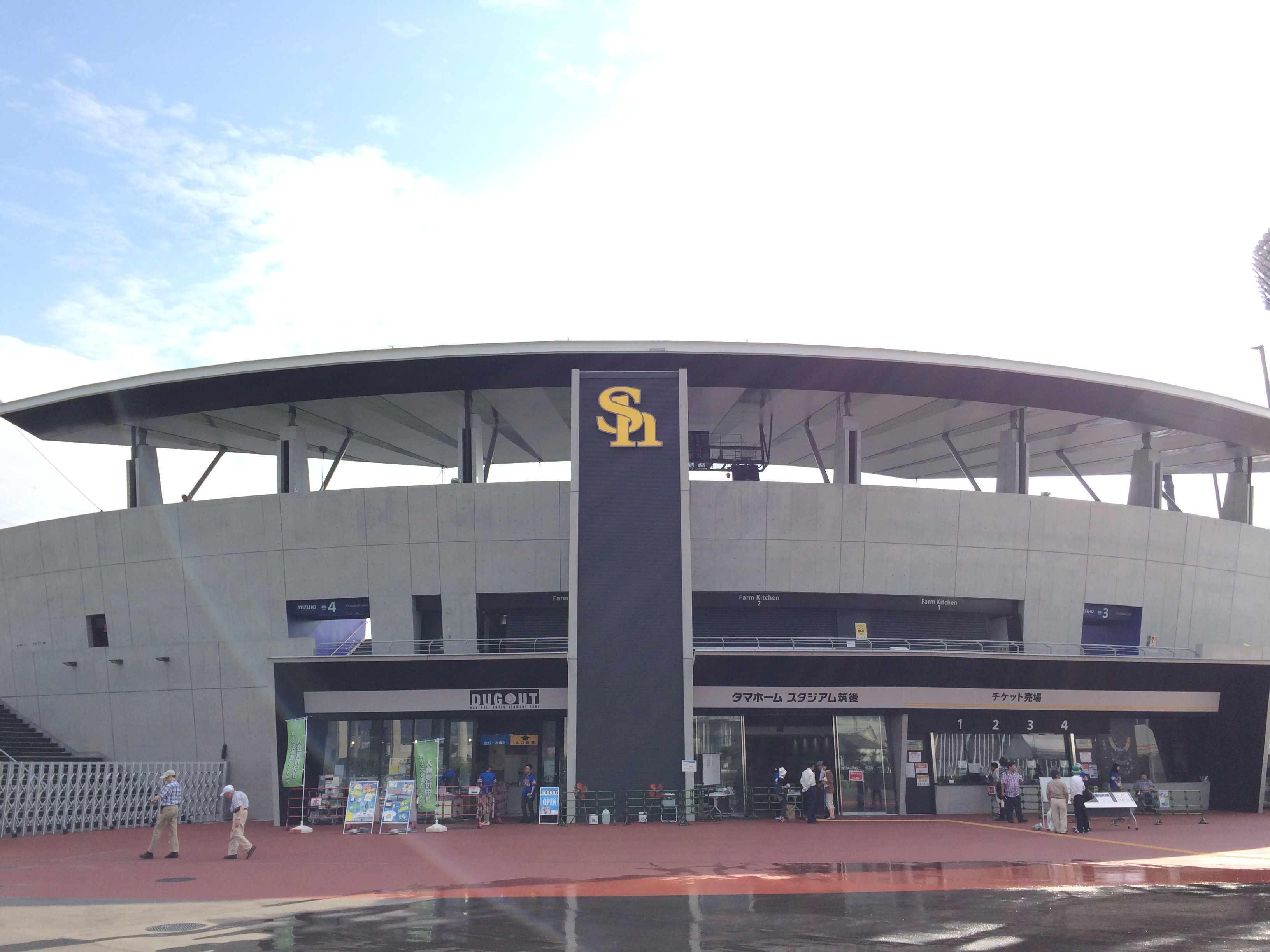
HAWKSベースボールパーク筑後

筑後市の南端部にありみやま市との市境に近い。なお、筑後市の中心部は当駅ではなく隣の羽犬塚駅周辺である。2016年にHAWKSベースボールパーク筑後が完成した。

### 道路
- 国道209号
- 福岡県道96号八女瀬高線
- 福岡県道721号船小屋停車場水田線
- 福岡県道724号船小屋停車場線

### 施設
- 筑後広域公園
  - 九州芸文館
  - 川の駅船小屋「恋ぼたる」
- 船小屋温泉・新船小屋温泉 - 東に1.5kmほど
- 中の島公園
- HAWKSベースボールパーク筑後 - 福岡ソフトバンクホークス二軍・三軍本拠地　徒歩5分[28]
- 溝口竈門神社 - 漫画『鬼滅の刃』の聖地とされる[29]

### バス路線
- 西鉄バス久留米 - 「筑後船小屋駅前」停留所
  - 50：荘島・JR久留米駅
  - 53：筑後自動車免許試験場・荘島・JR久留米駅

## 船小屋駅時代のギャラリー
移転前は旧国鉄熊本鉄道管理局管内 に多数存在するカプセル式の簡易な駅舎だった。移転に際して駅舎が新設された。

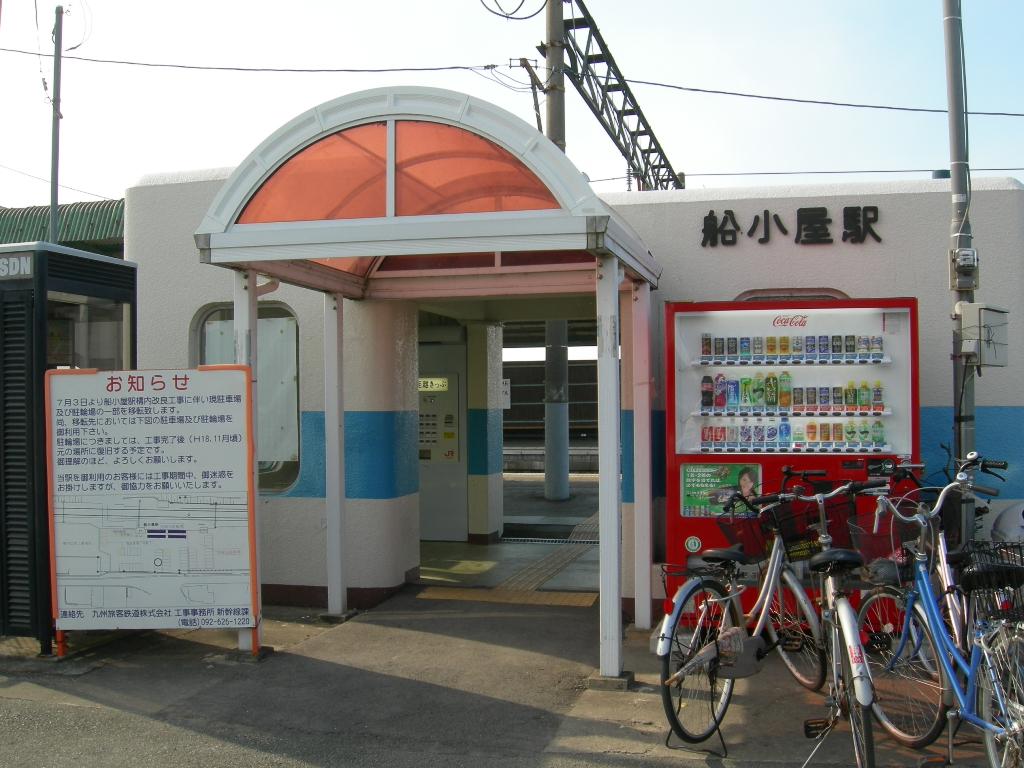
船小屋駅時代の駅舎（2006年10月）
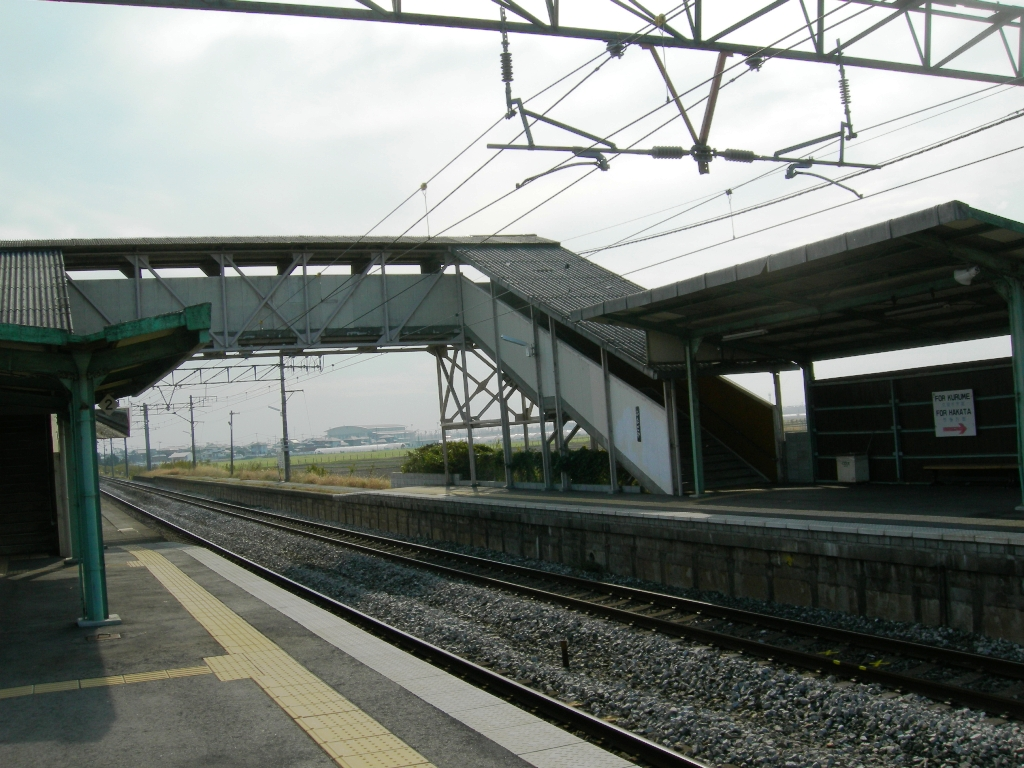
構内（2006年10月）

## 隣の駅
九州旅客鉄道（JR九州）
 九州新幹線
久留米駅 - 筑後船小屋駅 - 新大牟田駅
 鹿児島本線
■快速・■区間快速・■普通
羽犬塚駅 (JB20) - 筑後船小屋駅 (JB21) - 瀬高駅 (JB22)